# クララ・S・ベレンジャー
クララ・S・ベレンジャー（Clara S. Beranger, 1886年1月14日 - 1956年9月10日）は、アメリカ合衆国出身の脚本家である。元夫は映画監督のウィリアム・C・デミル。

## フィルモグラフィ
- 狂へる悪魔 Dr.Jekyll and Mr.Hyde (1920)